# Metabiantes meraculus
Metabiantes meraculus – gatunek kosarza z podrzędu Laniatores i rodziny Biantidae.

## Występowanie
Gatunek występuje w Afryce Południowej.